# Yogi Bear's Big Break
Yogi Bear's Big Break é o episódio de primeira aparição do famoso urso Zé Colmeia, criado por William Hanna e Joseph Barbera. Ele estreou como um personagem secundário da série animada Dom Pixote. O programa todo tinha meia hora de duração e era composto de três desenhos animados:  Dom Pixote, Plic e Ploc e Zé Colmeia, cada um deles com seis minutos e meio. Zé Colmeia logo ganhou status de estrela com brilho próprio, rapidamente conquistando sua própria série, que começou em 1961, acompanhado de mais dois desenhos, O Leão da Montanha e O Patinho Duque.

## Sinopse
Cansado das crianças dizerem "Papai, olha o urso! Papai, olha o urso!", Zé Colmeia decide fazer um plano para escapar do Parque Jellystone, mas todas as suas tentativas de fuga acabam indo para o espaço. 

## Produção
| Nome                          | Participação         |
| ----------------------------- | -------------------- |
| William Hanna, Joseph Barbera | Diretor              |
| William Hanna, Joseph Barbera | Produtor             |
| Charles Shows, Dan Gordon     | Roteirista           |
| John Seely                    | Composição da música |
| Kenneth Muse                  | Animação             |
| 7 minutos                     | Duração              |
| 1958                          | Ano                  |